# Konstantin Michailowitsch Slobin
Konstantin Michailowitsch Slobin (russisch Константин Михайлович Злобин; * 29. Juli 1902 in Birsk, Gouvernement Ufa, Russisches Kaiserreich; † 18. Mai 1973 in Leningrad, Sowjetunion) war ein sowjetischer Theater- und Filmschauspieler.

## Leben und Leistungen
Konstantin Slobin wurde 1902 als Sohn eines Buchhalters († 1920) und einer Hausfrau geboren, abweichend vom 29. Juli wird auch der 16. März als sein Geburtsdatum genannt. Er hatte eine jüngere Schwester namens Nina (* 1906), die sich ebenfalls für die schauspielerische Laufbahn entschied und später am Mossowjet-Theater auftrat.
Slobin besuchte von 1909 bis 1912 die Grund- und danach bis 1918 die Realschule. Ab 1919 war er für zwei Jahre am städtischen Theater von Birsk in verschiedenen Funktionen tätig, diente danach bis 1923 als Schiffsjunge auf dem Dampfer Sabijaka und trat anschließend bis 1924 wieder an seiner ehemaligen Wirkungsstätte als Schauspieler auf. Zwischen Januar und Oktober 1924 bekleidete Slobin außerdem eine Stelle beim Volksgericht seiner Heimatstadt. In den darauf folgenden drei Jahren arbeitete er als Bibliothekar für das 57. Artillerieregiment in Perm und zog anschließend nach Leningrad, das bis zu seinem Tod sein Lebensmittelpunkt bleiben sollte.
Ab 1927 ließ sich Slobin beim Leningrader Schauspielinstitut ausbilden, trat aber schon während dieser Zeit am Radlow-Theater auf. 1931, ein Jahr nach seinem Abschluss, spielte er mit dem Josef Schwejk seine erste populäre Rolle. Weitere bekannte Stücke unter seiner Beteiligung waren Die schuldlos Schuldigen nach Alexander Ostrowski und eine Adaption von Nikolai Ostrowskis Wie der Stahl gehärtet wurde. 1942, im letzten Jahr seiner Tätigkeit für Radlow, gab er mit dem Hamlet seine wohl bedeutendste Rolle.
Infolge des Zweiten Weltkrieges wurden die Mitglieder des Radlow-Theaters nach Pjatigorsk evakuiert, während Slobin nach Taschkent gelangte. Hier trat er bis 1943 für Angehörige der Roten Armee auf und erhielt danach ein Engagement beim Leningrader Akimow Komödientheater, das bis zu seinem Lebensende währte. Zu den bekanntesten Inszenierungen unter seiner Mitwirkung zählen Kretschinskis Hochzeit von Alexander Suchowo-Kobylin, Pygmalion und Frau Warrens Gewerbe von George Bernhard Shaw, A Trip to Scarborough von Richard Brinsley Sheridan und Gogols Der Revisor.
Sein Filmdebüt gab Slobin 1938 in А крепость была неприступная (A krepost byla nepristupnaja), einem biografischen Werk über Semjon Budjonny. Mit Михайло Ломоносов (Michail Lomonossow, 1955) war er Jahre später an einer weiteren Filmbiografie beteiligt. Slobin trat in insgesamt 18 Fernseh- und Kinoproduktionen auf, zuletzt im Jahr seines Todes in dem 2-Teiler Открытая книга (Otkrytaja kniga). Überwiegend wurde er als Darsteller in humoristischen und Kinderfilmen wahrgenommen, so in den Märchenfilmen Die Abenteuer des gestiefelten Katers (1958) und Ein uraltes Märchen (1968) oder in Тим Талер, или Проданный смех (Tim Taler, ili Prodanny smech, 1970) nach dem Roman Timm Thaler oder Das verkaufte Lachen von James Krüss. In Перед бурей (Pered burej, 1968), einer Adaption von Maxim Gorkis Die Letzten, hatte er einen Cameoauftritt.
Slobin war mit Klementina Walerianowna Trontschinskaja (* 1907) verheiratet. Er starb in Leningrad und wurde auf dem dortigen Nordfriedhof beigesetzt.

## Ehrungen
Konstantin Slobin war Träger folgender Auszeichnungen:
- Titel Verdienter Künstler der RSFSR (11. März 1939)
- Ehrenzeichen der Sowjetunion (1. Juni 1940)
- Medaille „Für heldenmütige Arbeit im Großen Vaterländischen Krieg 1941–1945“ (17. Januar 1946)
- Medaille „Für die Verteidigung Leningrads“ (20. März 1946)
- Medaille „Zum 250-jährigen Jubiläum Leningrads“ (1. August 1957)
- Jubiläumsmedaille „Zum Gedenken an den 100. Geburtstag von Wladimir Iljitsch Lenin“ (1. April 1970)

## Filmografie (Auswahl)
- 1958: Die Abenteuer des gestiefelten Katers (Nowyje pochoschdenija Kota w sapogach)
- 1968: Ein uraltes Märchen (Staraja, staraja skaska)
- 1970: Тим Талер, или Проданный смех (Tim Taler, ili Prodanny smech)